# Trasona
Trasona (Tresona en asturiano y oficialmente Trasona / Tresona) es una parroquia del concejo asturiano de Corvera de Asturias (España) con 2.103 habitantes en 2011. Se encuentra a 32 km de Oviedo, 2 de Avilés, y 4 de la capital del concejo, Nubledo.
Trasona limita con los concejos de Avilés, Gozón y Carreño, además con las parroquias corveranas de Las Vegas y Cancienes.

## Poblaciones
Según el nomenclátor de 2009, la parroquia comprende las poblaciones de:
- El Cueto (oficialmente El Cuetu, en asturiano) (aldea);
- Fafilán (aldea);
- Favila (lugar);
- Gabitos (casería);
- Gudín (lugar);
- La Marzaniella (aldea);
- Mocín (casería);
- Overo (lugar);
- El Palacio (casería);
- El Pedrero (oficialmente El Pedrero / El Pedréu) (lugar);
- Rovés (casería);
- San Pelayo (lugar);
- Silvota (lugar);
- Tarín (casería);
- Trasmonte (oficialmente Trasmonte / Tresmonte) (casería);
- Truyés (casería).

## Economía
Su actividad económica es eminentemente industrial (Aceralia, Fertiberia) y comercial (Galerías comerciales), aunque también posee explotaciones ganaderas y diversas alternativas de ocio como un gran Campo de Golf y varios hoteles de 4 estrellas.

## Deporte
El embalse de Trasona es un referente deportivo en Asturias por la presencia del Centro de Tecnificación Deportiva de Trasona, especializado en piragüismo, remo y tiro con arco. Fue la sede del Campeonato Europeo de Piragüismo en Aguas Tranquilas en 2010.
Del Trasona C.F. salió el futbolista internacional español Miguel Ángel Angulo, quien jugó en el Valencia C. F., actualmente retirado.

## Galería de imágenes

Escudo de armas de Trasona
Mapa de Trasona
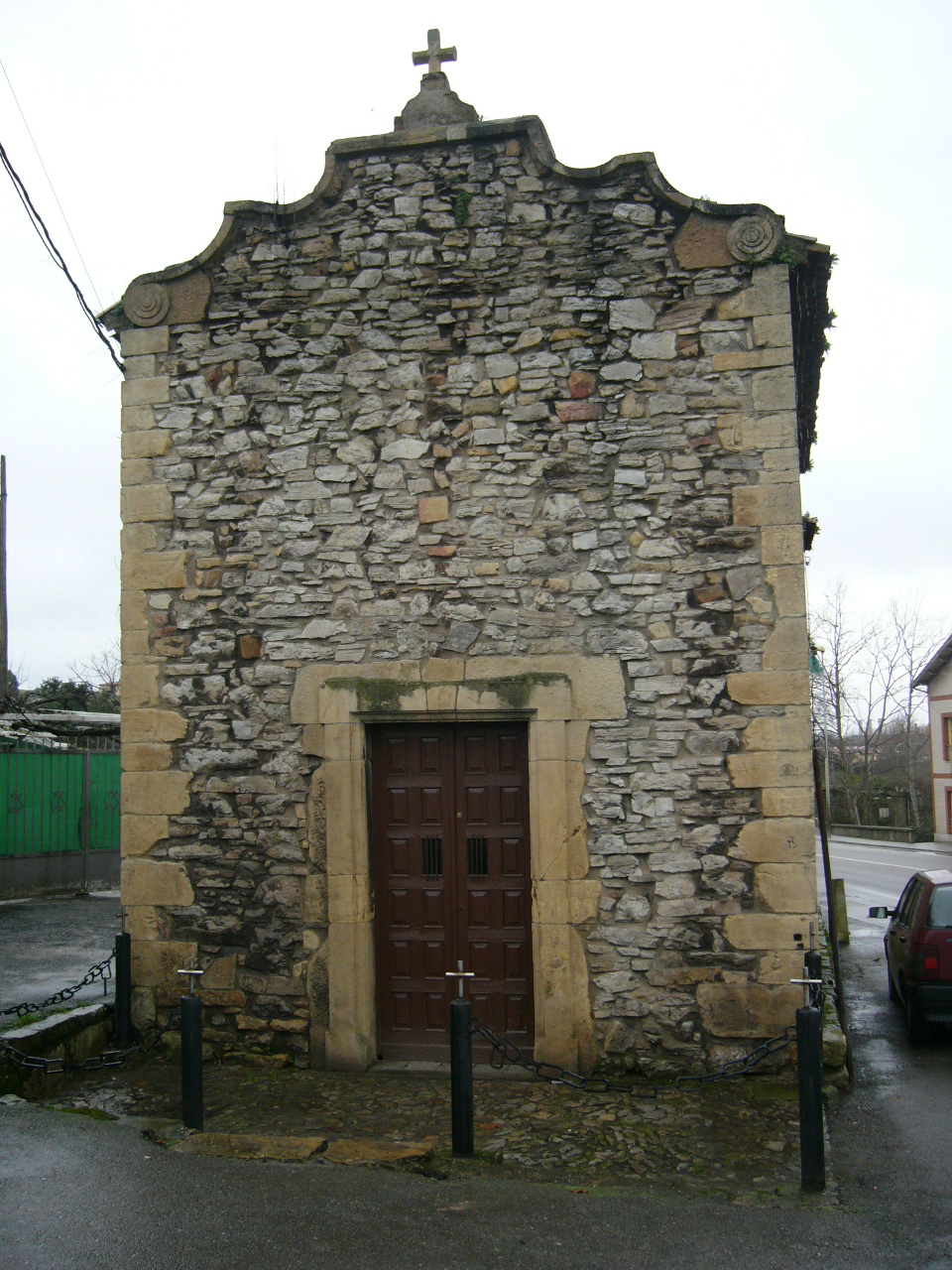
Capilla de San Pelayo. (s. XVII).
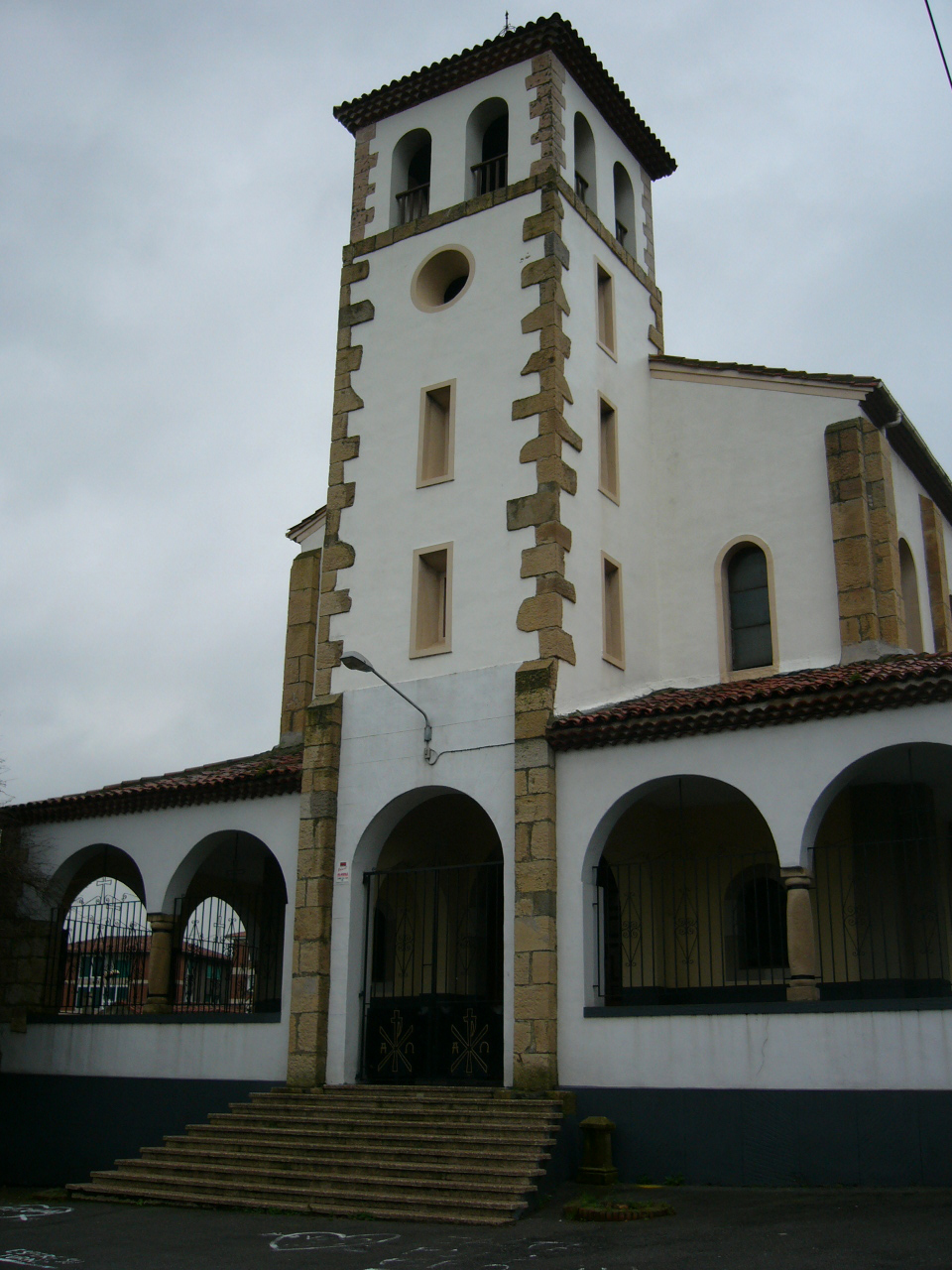
Iglesia parroquial de San Vicente Mártir. (1947).
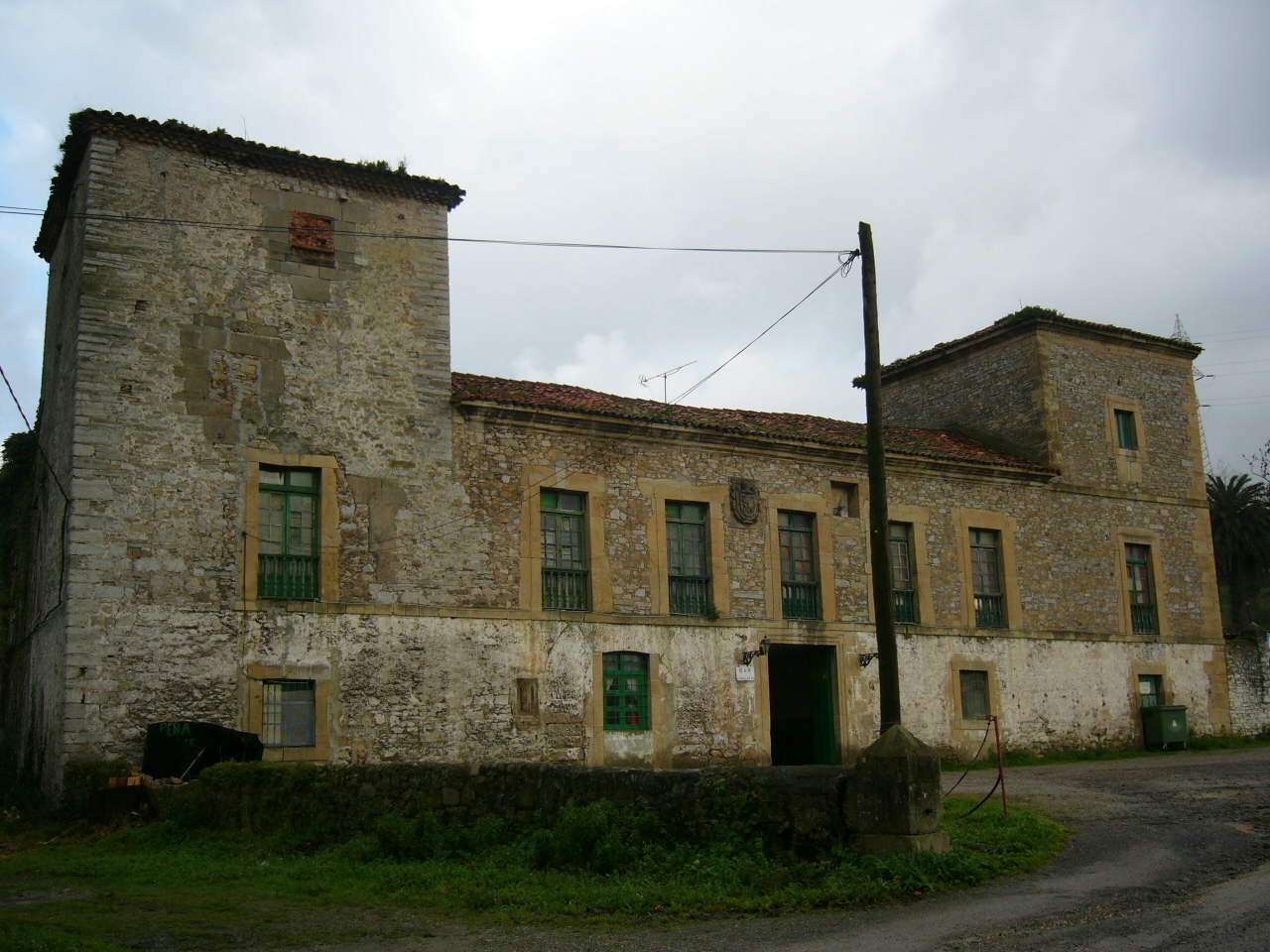
Palacio de los Rodríguez de León o de Peñalver. (s. XV).
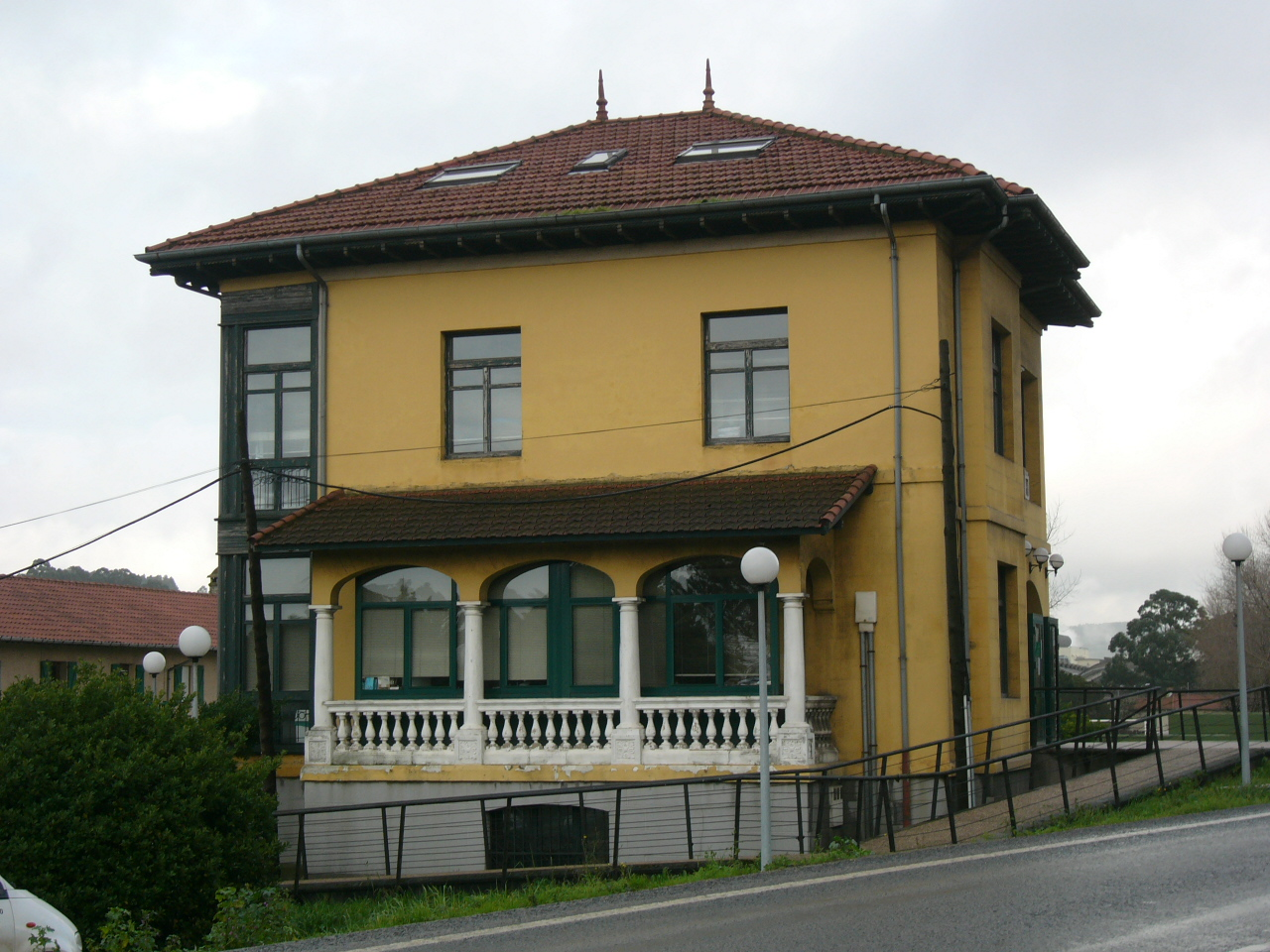
El ambulatorio de Trasona era una antigua casa de indianos.
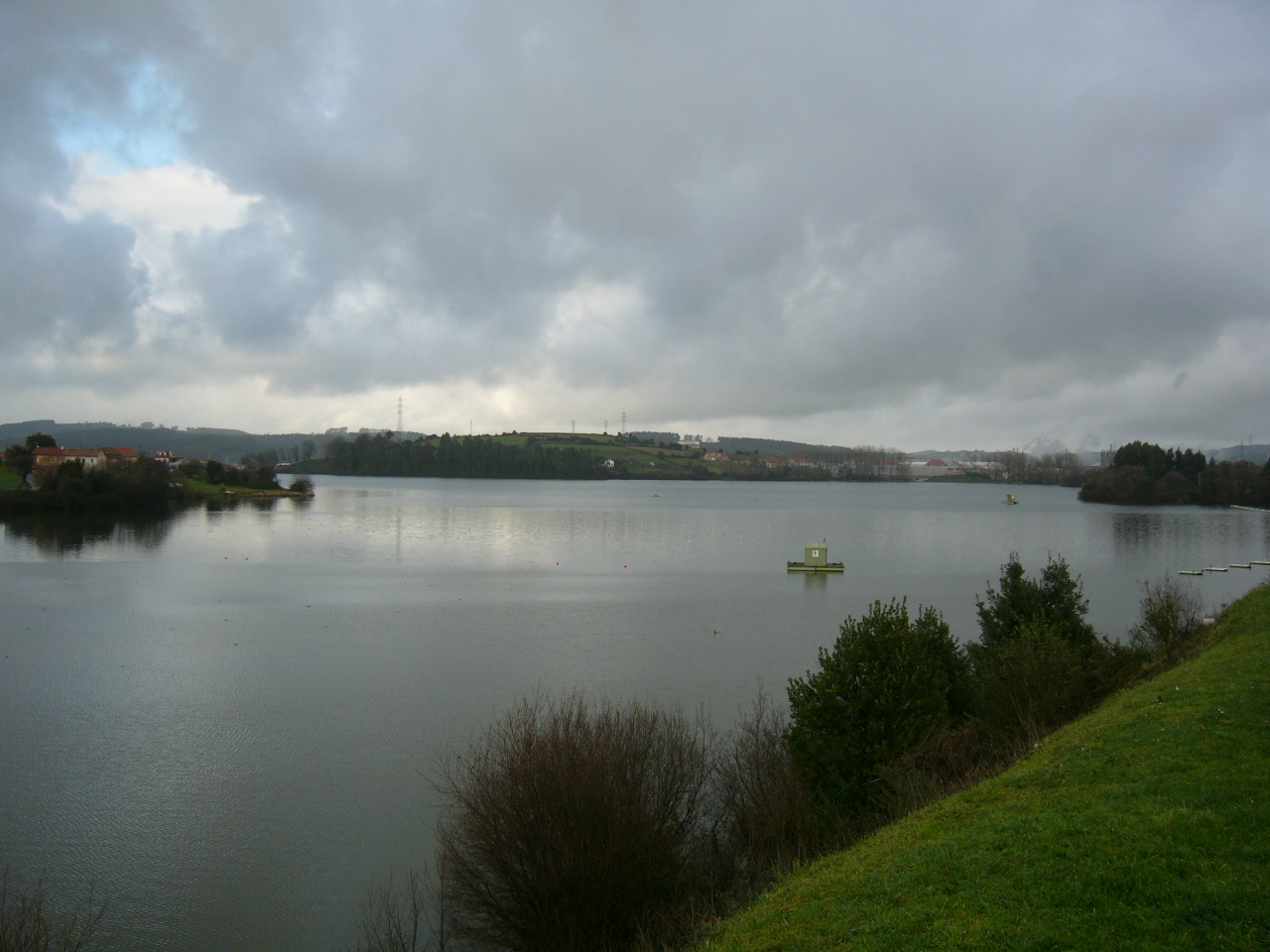
Vista general del Pantano de Trasona.
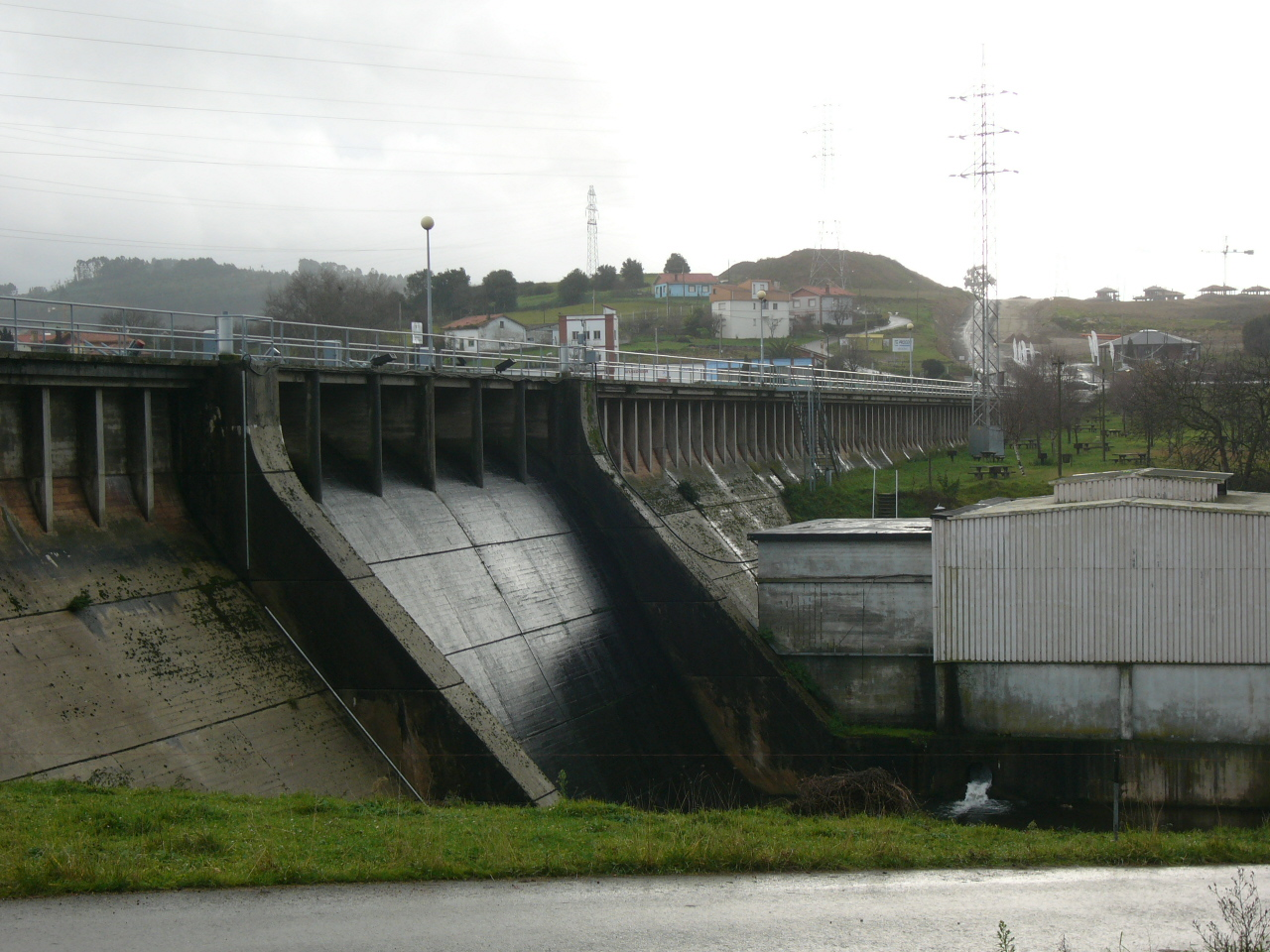
Presa del Embalse de Trasona.
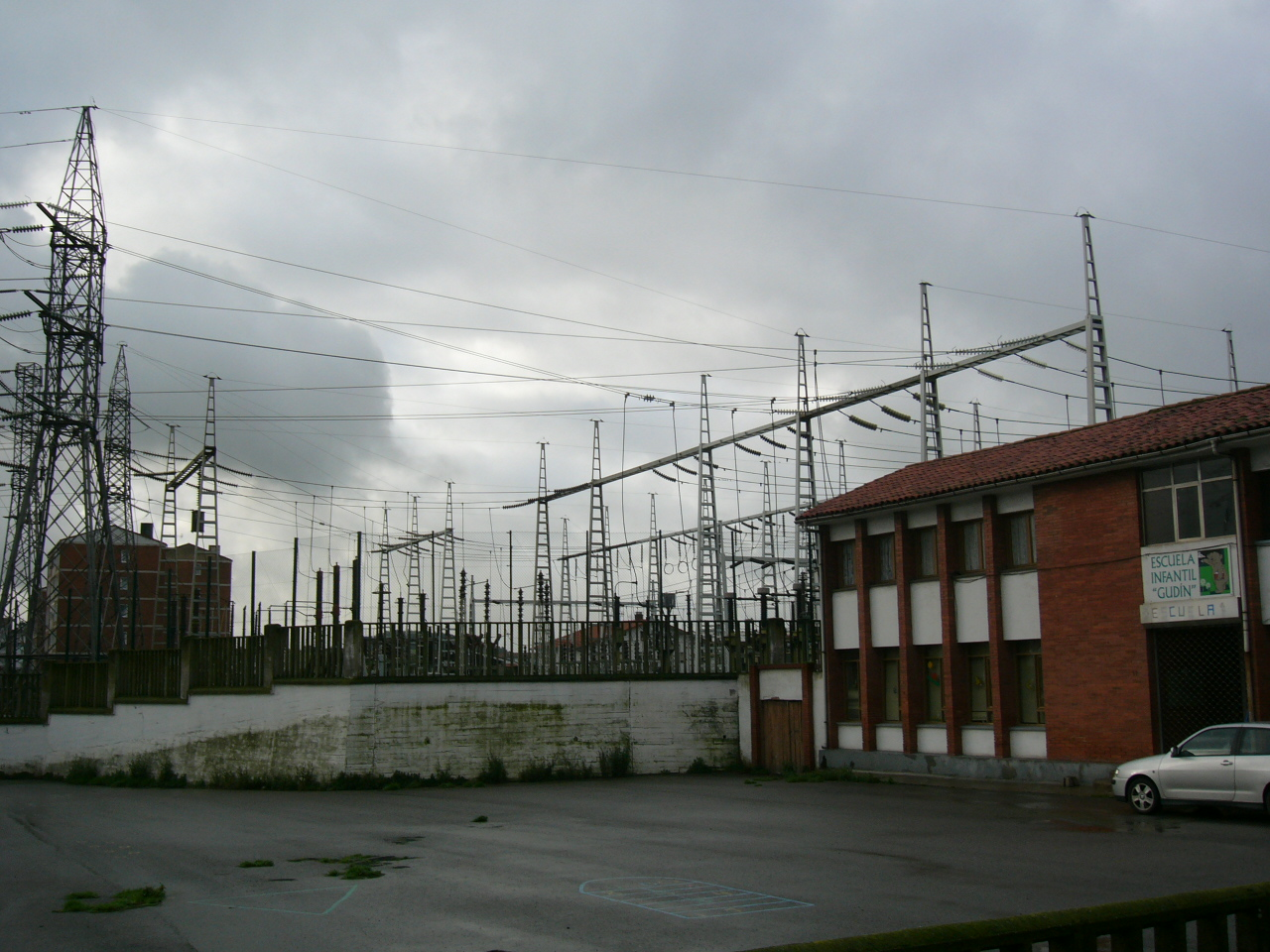
Escuela infantil de Gudín y subestación eléctrica de HC Energía.
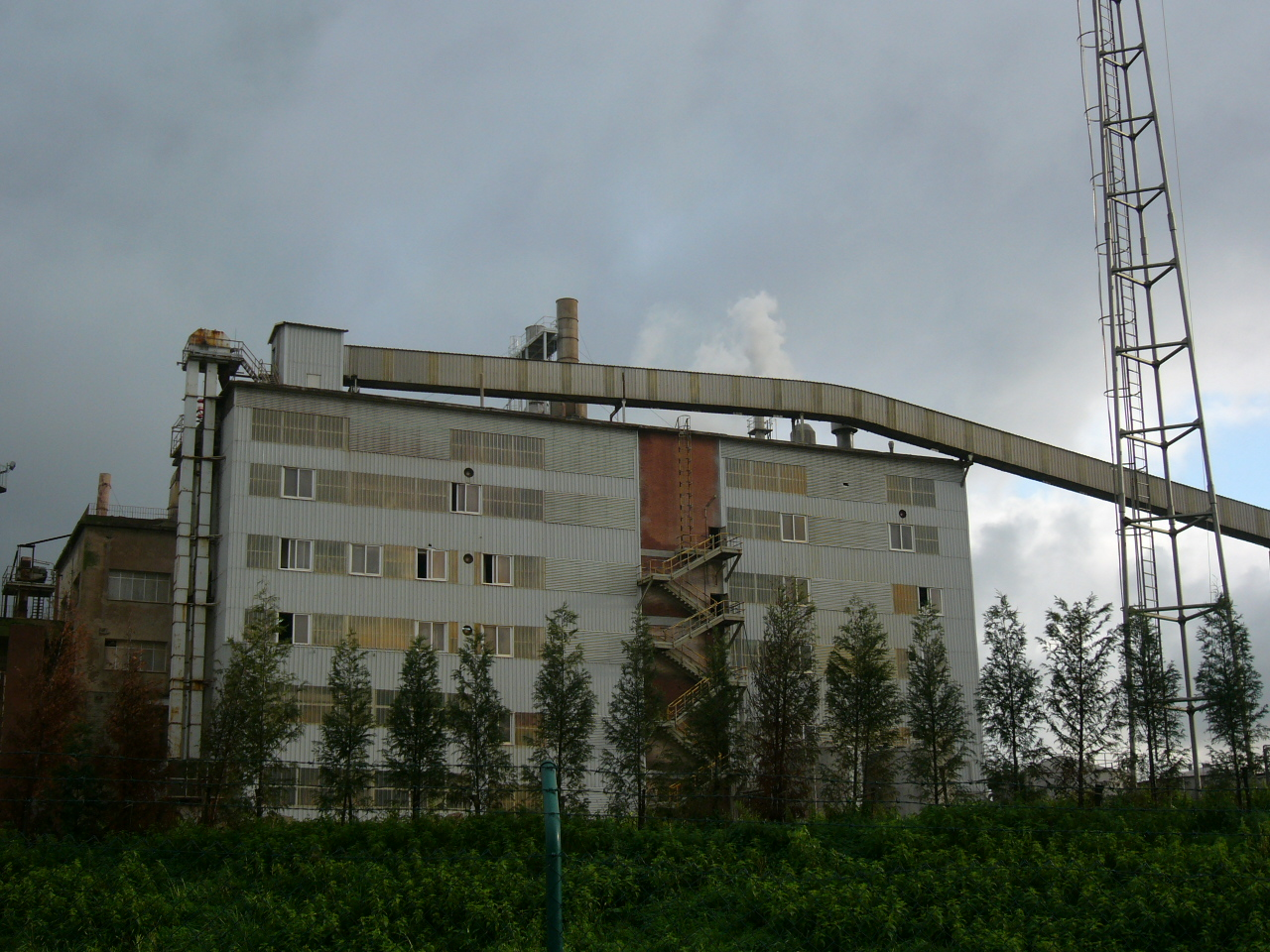
Factoría de Fertiberia.
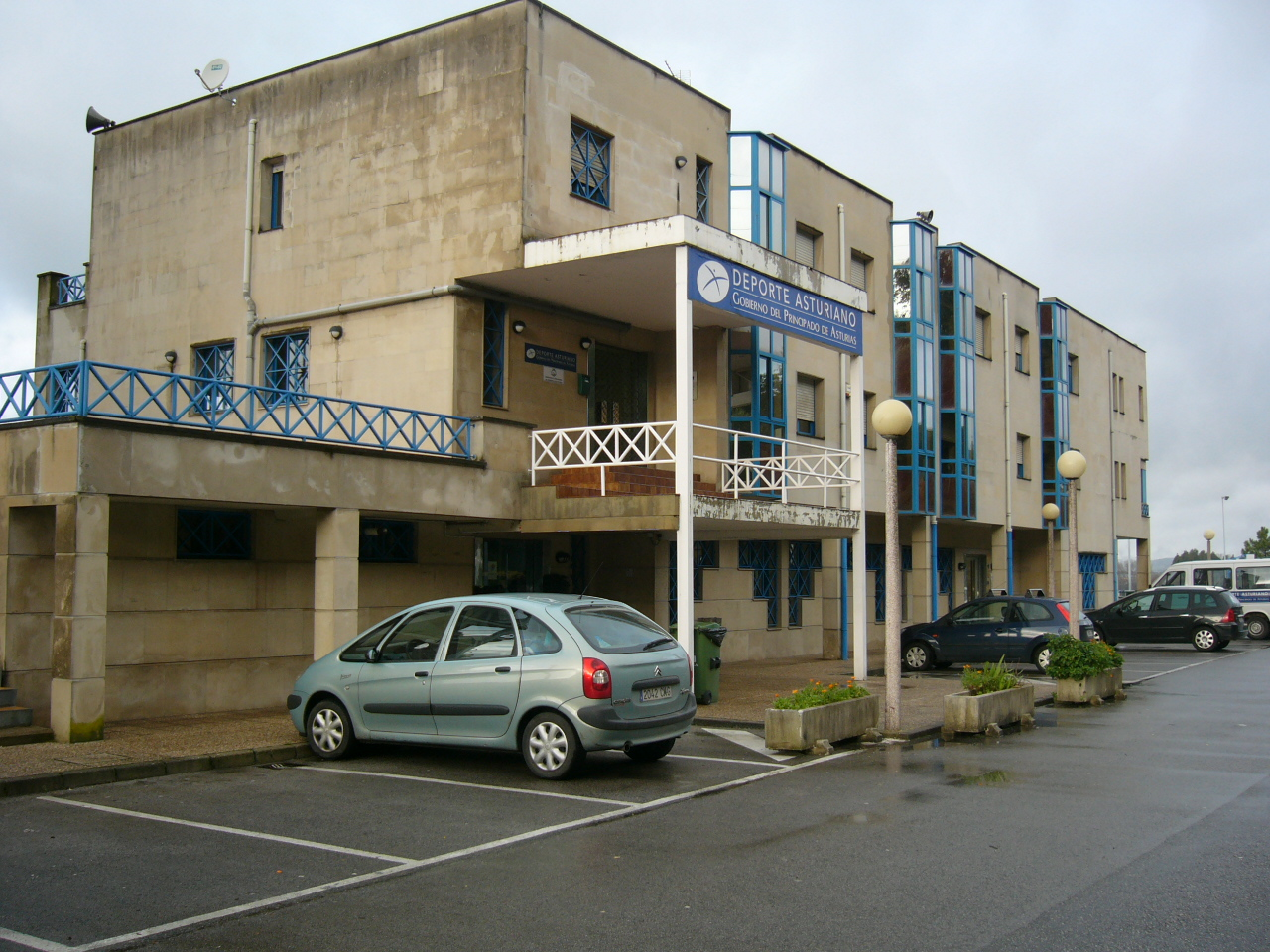
Residencia de deportistas del Centro de Alto Rendimiento.
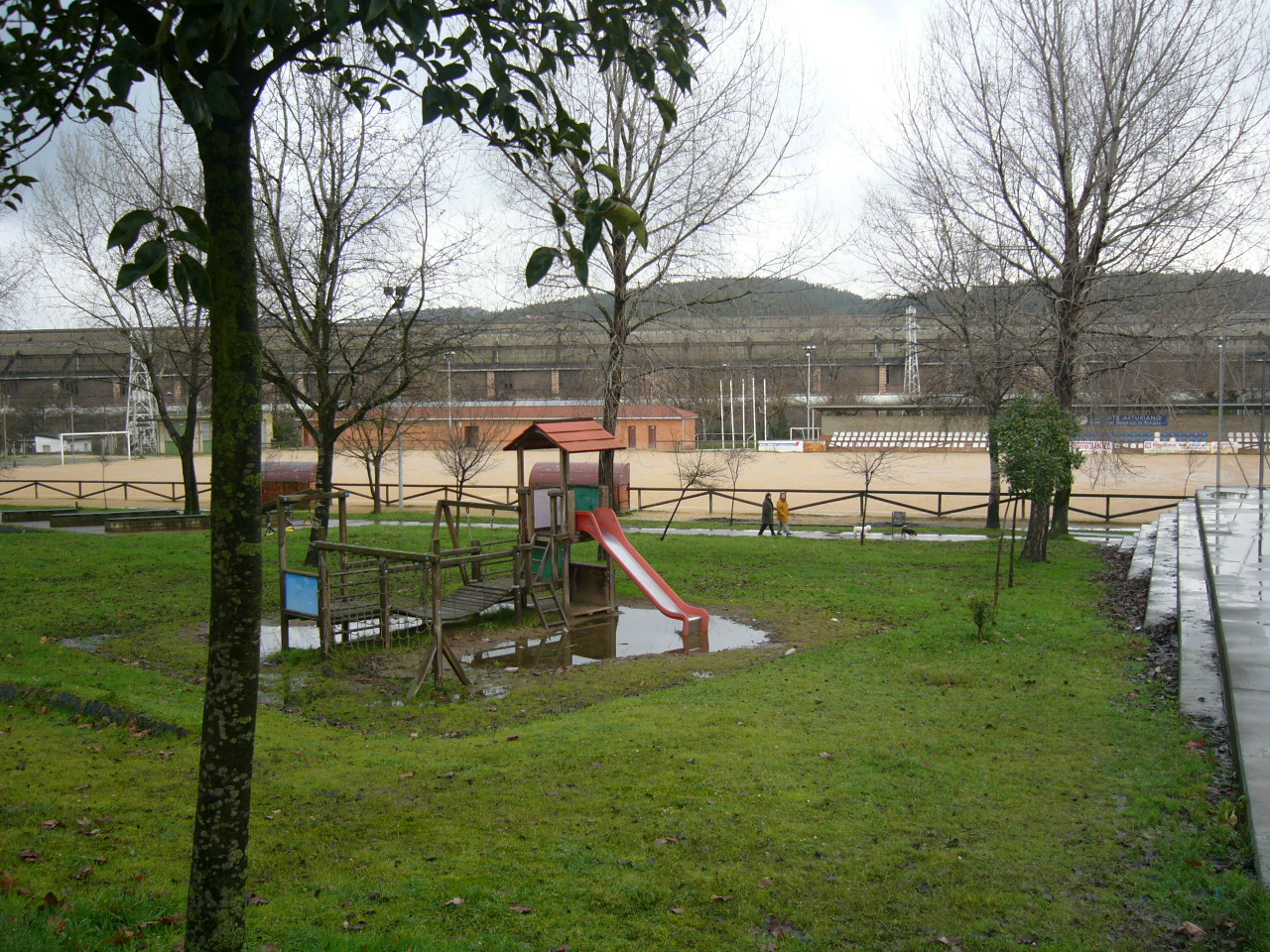
Parque de los "ocalitos", en La Marzaniella.
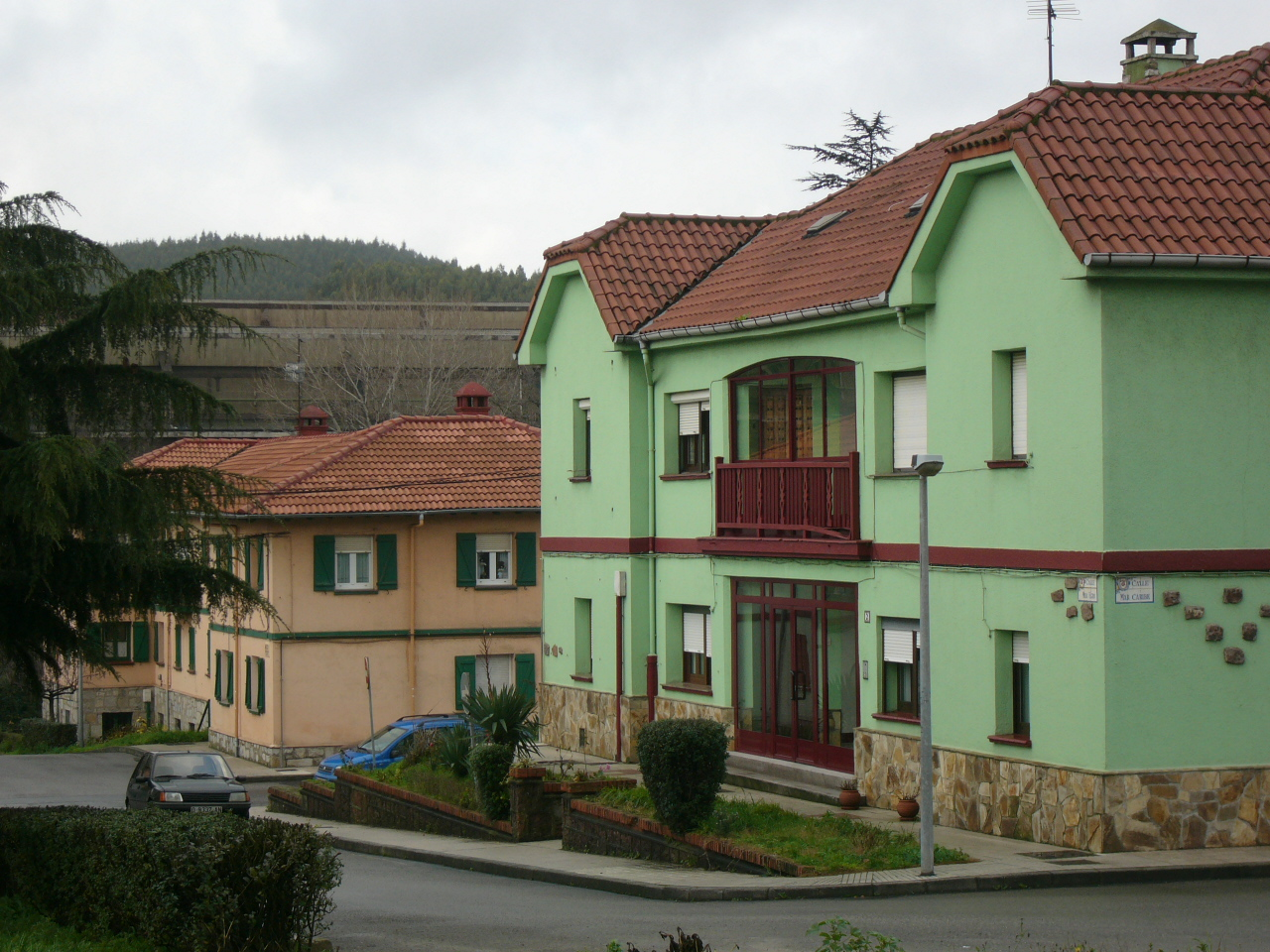
Casas del poblado de trabajadores de ENSIDESA.
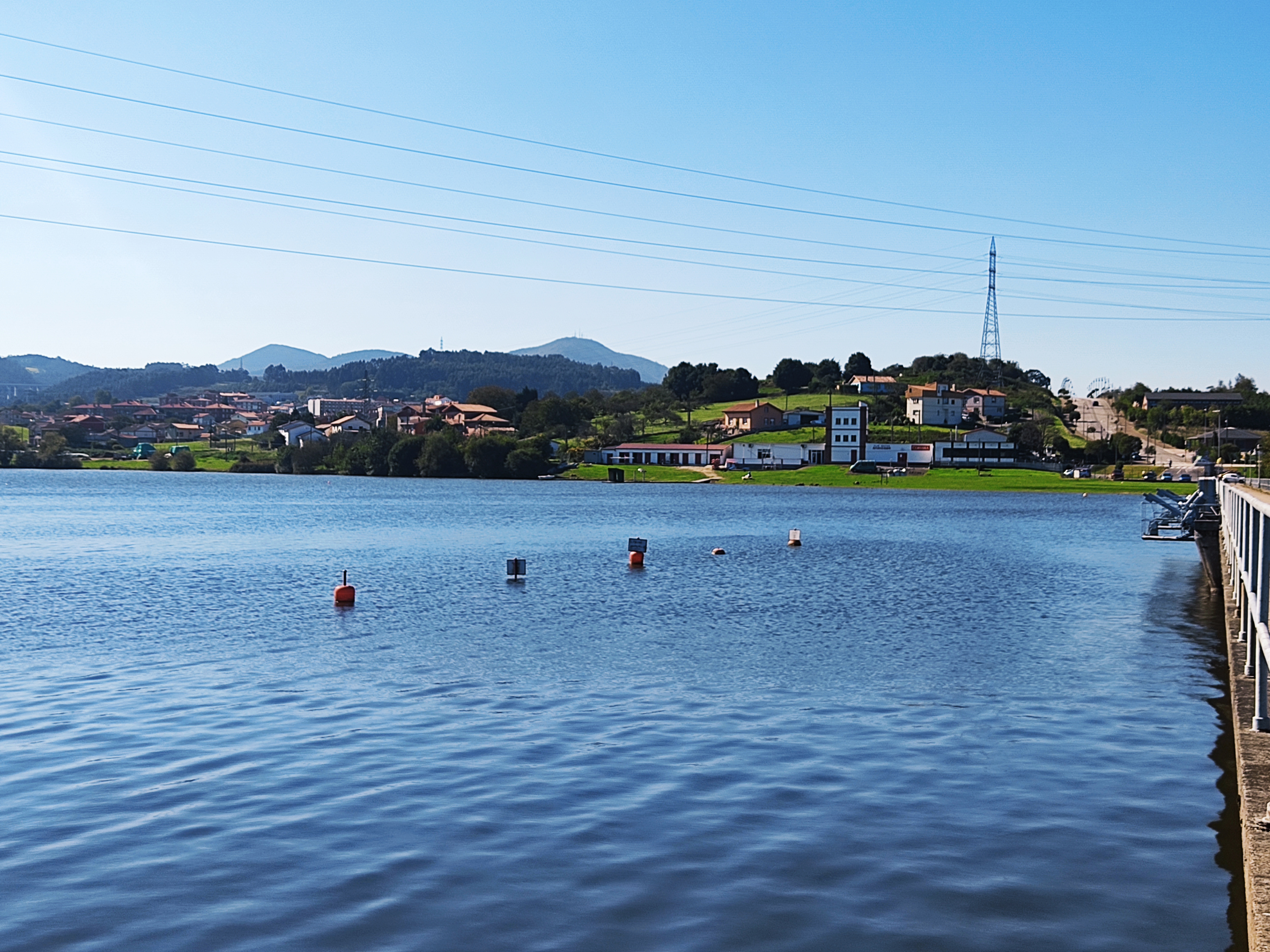
Embalse de Trasona.